# Alexia Căruțașu
Alexia Ioana Căruțașu (ur. 10 czerwca 2003 w Bukareszcie) –  rumuńsko-turecka siatkarka, grająca na pozycji atakującej. Do Mistrzostw Europy 2021 grała dla reprezentacji Rumunii.
Jej rodzice grali zawodowo w koszykówkę.
W październiku 2016 roku została najmłodszą zawodniczką (13 lat), grającą w lidze rumuńskiej podczas meczu ligowego swojej drużyny CSM Bukareszt przeciwko CS Volei Alba-Blaj. W Mistrzostwach Europy U-17 w 2018 roku wraz z koleżankami z reprezentacji uplasowały się na 5. miejscu. W 2019 roku na Mistrzostwach Świata Kadetek w Egipcie zajęła z reprezentacją Rumunii 6. miejsce. Na początku kwietnia 2022 roku otrzymała obywatelstwo tureckie i od 2024 roku może już występować w reprezentacji Turcji.

## Sukcesy klubowe
Puchar Challenge:
- 2021[6]

Klubowe Mistrzostwa Świata:
- 2022[7], 2023[8]

Puchar Turcji:
- 2023[9]

Liga turecka:
- 2023[10], 2024[11]

Liga Mistrzyń:
- 2023[12]

Superpuchar Turcji:
- 2023[13]

## Sukcesy reprezentacyjne
Rumunia
Olimpijski Festiwal Młodzieży Europy:
- 2019

Turcja
Mistrzostwa Europy U-22:
- 2024[14]

## Nagrody indywidualne
- 2017: Najlepsza punktująca Mistrzostw Europy U-16
- 2021: MVP i najlepsza punktująca turnieju finałowego Pucharu Challenge
- 2024: Najlepsza atakująca Mistrzostw Europy U-22